# Prosopocera gracilis
Prosopocera gracilis là một loài bọ cánh cứng trong họ Cerambycidae.